# Macabeo

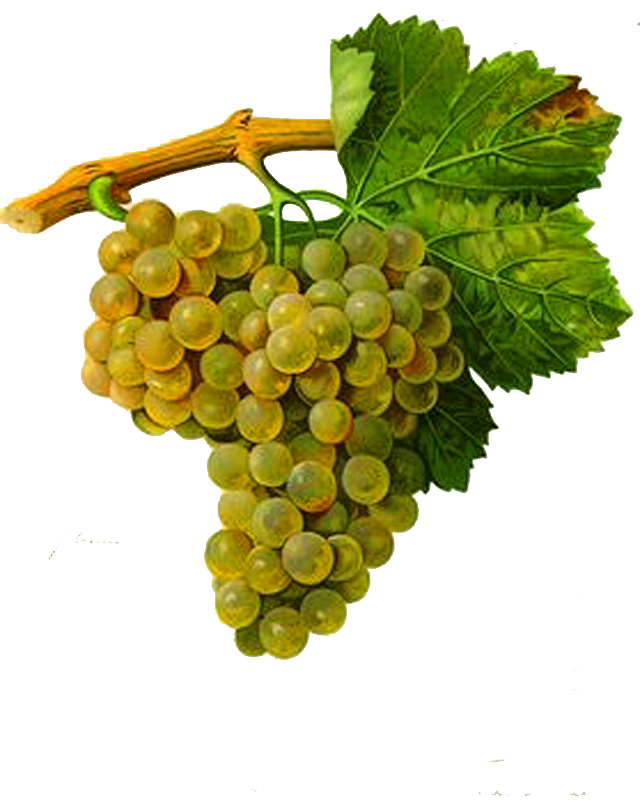
Vinná odrůda Macabeo

Macabeo, také Viura nebo Macabeu, je v severním Španělsku nejčastěji pěstovaná bílá odrůda hroznů. Hrozny se většinou používají k výrobě mírně kyselých mladých bílých vín, většinou vhodných pro spotřebu bez archivace, nebo mísení s jinými odrůdami, jak červenými, tak bílými. Je to vysoce výnosná a pozdně dozrávající odrůda, odolná vůči suchu, ale náchylná k houbovým chorobám. Protože raší pozdě, je oblíbená v oblastech s pozdními mrazy.
V oblastech Penedès a Conca de Barberà je jednou z nejdůležitějších odrůd pro španělské šumivé víno Cava. Je hojně pěstována v regionu Rioja v severovýchodním Španělsku jižně od Barcelony, kde pod názvem Viura tvoří 90 % sklizně a používá se hlavně pro svěží bílá vína, která se dají pít brzy a mají nízký obsah alkoholu. Rozloha španělských vinic, kde se pěstuje Macabeo, byla 36 963 hektarů (v roce 2016); celosvětově to bylo 38 625 ha.
Pěstuje se také ve francouzské oblasti Languedoc-Roussillon (cca 2 778 hektarů vinic v roce 2007), kde se míchá s odrůdami jako Chardonnay nebo Bourboulenc.
Pokud se hrozny sklízí pozdě, vznikají vysoce alkoholická, spíše méně kyselá bílá vína s květinovým charakterem, která se často zpracovávají na dezertní vína.
Odrůda Macabeo je známá také pod těmito synonymy: Alcañol, Alcañón, Blanca de Daroca, Charas blanc, Forcalla, Gredelín, Lardot, Listan Andaludschii, Listan Andaluzskii, Lloza, Macaban, Macabeu, Maccabéo, Maccabeou, Maccabeu, Makkobeo, Malvoisie, Queue de Renard, Rossan, Subirat, Tokaj, Ugni blanc, Viuna, Xarello (některá z těchto synonym jsou ovšem správné názvy jiných odrůd).